# Wladimir Nikolajewitsch Konstantinow
Wladimir Nikolajewitsch Konstantinow (russisch Владимир Николаевич Константинов; * 19. März 1967 in Murmansk, Russische SFSR) ist ein ehemaliger russischer Eishockeyspieler. Er spielte als Verteidiger in der sowjetischen Eishockeyliga und in der National Hockey League und war Mitglied der „Russian Five“ der Detroit Red Wings. Seine Karriere wurde vorzeitig beendet, als er 1997 bei einem Autounfall schwere Verletzungen erlitt, in deren Folge er heute schwerbehindert ist.

## Karriere

### Sowjetunion
Seine Karriere begann 1984 in der sowjetischen Eishockeyliga, beim Zentralsportklub der Roten Armee und sowjetischen Abonnementmeister HK ZSKA Moskau. Er errang außerdem mehrere Weltmeisterschaften mit der sowjetischen Nationalmannschaft.
Gegen Ende der 1980er bzw. zu Beginn der 1990er Jahre – Konstantinow war mittlerweile Kapitän bei ZSKA und im sowjetischen Nationalteam – drängten viele sowjetische Spieler, wie z. B. Wjatscheslaw Fetissow und Sergei Fjodorow, in die NHL. Konstantinow, der außerdem Leutnant der Roten Armee war, wollte seinen Landsleuten folgen, ihm wurde jedoch ein Wechsel in den Westen von den sowjetischen Offiziellen verweigert.
Aus diesem Grund täuschte er zunächst eine schwere Viruserkrankung vor, die angeblich eine Fortsetzung seiner Karriere nicht erlauben würde und bat darum, sich in den USA behandeln lassen zu dürfen. Seine Ausreise wurde jedoch von offizieller Seite verhindert, u. a. durch den sowjetischen Nationaltrainer Wiktor Tichonow, der Konstantinow seine Erkrankung nicht glaubte.
Die Ausreise gelang ihm schließlich, angeblich durch Zahlung von Bestechungsgeldern an verschiedene Stellen, im August 1991, in den Wirren des gescheiterten Militärputsches gegen Michail Gorbatschow.

### Zeit in der NHL
In der NHL hatten Detroit Red Wings sich bereits beim im NHL Entry Draft 1989 die Rechte an Konstantinow gesichert, wenn auch erst als Nummer 221, weil zu diesem Zeitpunkt der Wechsel sowjetischer Spieler in die NHL noch wenig wahrscheinlich erschien. Den Scouts (Talentsuchern) der Red Wings war die aggressive Spielweise Konstantinows bei der Junioren-Weltmeisterschaft 1986/87 in der Tschechoslowakei beim Spiel Kanada gegen die Sowjetunion aufgefallen. Bei diesem Spiel kam es zwischen beiden Teams zu einer Massenschlägerei, die zum Spielabbruch und zur Disqualifikation beider Mannschaften führte. Kein anderer sowjetischer Spieler schlug dabei so heftig zurück wie Konstantinow, was die Scouts beeindruckte.
1991/92, in seiner ersten NHL-Saison bei den Red Wings, bildete er unter anderem ein Verteidigerpaar mit Steve Chiasson, mit dem er sich bei der Massenschlägerei während der Junioren-Weltmeisterschaft gegenüber geprügelt hatte. Konstantinows Spielweise war in dieser Zeit untypisch für russische Spieler, die überwiegend durch ihr schlittschuhläuferisches und stocktechnisches Können überzeugten. Seine Stärke waren harte Bodychecks, sein Zweikampfverhalten und das „Abräumen“ gegnerischer Stürmer vor dem eigenen Tor. Die nordamerikanischen Sportmedien, mit ihrer Vorliebe für Spitznamen, nannten ihn deswegen den „Vladinator“, in Anlehnung an den Terminator, und „Vlad the impaler“ (Vlad der Pfähler), nach einem transsylvanischen Tyrannen des späten Mittelalters.
In seiner ersten NHL-Saison wurde er in das NHL All-Star Team der Rookies (Liga-Neulinge) gewählt. In der Saison 1995/96 führte er die Plus-Minus Wertung der Liga mit dem herausragenden Wert von +60 an und wurde in das zweite All-Star Team gewählt. 1997 hatte er großen Anteil am Stanley-Cup-Gewinn der Red Wings (4:0 Sweep in der Finalserie gegen die Philadelphia Flyers), er selbst belegte bei der Wahl zur James Norris Memorial Trophy für den besten Verteidiger der Liga den zweiten Platz hinter Brian Leetch von den New York Rangers.
1989 wurde er in die Russische und sowjetische Hockey Hall of Fame aufgenommen.

### Unfall und Karriereende
Sechs Tage nach dem Finalsieg 1997, auf der Fahrt zu einem offiziellen Termin der Red Wings, kam das Fahrzeug mit Konstantinow, seinem russischen Team-Kollegen Wjatscheslaw Fetissow und Sergei Mnazakanow, einem russischen Betreuer der Red Wings, von der Straße ab und prallte gegen einen Baum. Der Fahrer, ein Angestellter eines kommerziellen Fahrdienstes, der während der Fahrt alkoholisiert war, und Fetissow trugen nur leichte Verletzungen davon, da sie angeschnallt waren. Konstantinow und Mnazakanow hingegen erlitten lebensgefährliche Kopfverletzungen.
Konstantinow lag nach dem Unfall im Koma, aus dem er erst nach mehreren Wochen erwachte. Er hatte jedoch bleibende Gehirnschäden zurückbehalten, so dass Sprach- und Erinnerungsvermögen weitgehend verloren gegangen waren. Außerdem konnte er nur noch durch fremde Hilfe im Rollstuhl fortbewegt werden.
Die Red Wings trugen in der darauf folgenden Saison 1997/98 zu Ehren Konstantinows und Mnazakanows ein kreisförmiges Emblem auf den Trikots, auf dem auf Englisch und Russisch das Wort „Glauben“ sowie die Initialen der beiden zu lesen war. Das Team gewann auch in dieser Saison wieder den Stanley Cup nach einem erneuten Sweep in der Finalserie gegen die Washington Capitals. Bei der Verleihung des Stanley Cups kam es zu einer emotionalen Szene: Konstantinow wurde im Rollstuhl auf das Eis gefahren, Kapitän Steve Yzerman gab den Cup, gleich nachdem er ihn empfangen hatte, an Konstantinow weiter und das ganze Team fuhr mit ihm die Ehrenrunde.
Konstantinows Trikotnummer 16 wurde von den Red Wings zwar nicht offiziell gesperrt, doch aus Respekt hat seit dem Unfall kein Spieler mehr die Nummer getragen. 2001 wurde Superstar Brett Hull verpflichtet, der seine gesamte Karriere die Nummer 16 getragen hatte, aber auch er verzichtete auf sie und trug stattdessen die 17, was ihm Sympathien bei den Fans einbrachte.
Konstantinows Zustand hat sich inzwischen etwas gebessert, er ist in der Lage sich selbst mit einer Gehhilfe fortzubewegen und kann wieder sprechen. Er lebt mit seiner Familie in der Nähe von Detroit. Im Juli 2005 nahm er die US-amerikanische Staatsbürgerschaft an.

## Erfolge und Auszeichnungen
- 1992 NHL All-Rookie Team
- 1996 NHL Second All-Star Team
- 1996 Alka-Seltzer Plus Award
- 1997 Stanley-Cup-Gewinn mit den Detroit Red Wings

## Karrierestatistik
(Legende zur Spielerstatistik: Sp oder GP = absolvierte Spiele; T oder G = erzielte Tore; V oder A = erzielte Assists; Pkt oder Pts = erzielte Scorerpunkte; SM oder PIM = erhaltene Strafminuten; +/− = Plus/Minus-Bilanz; PP = erzielte Überzahltore; SH = erzielte Unterzahltore; GW = erzielte Siegtore; 1 Play-downs/Relegation; Kursiv: Statistik nicht vollständig)